# Gerdesiaweg (metrostation)
Gerdesiaweg is een ondergronds metrostation in de Rotterdamse wijk Kralingen onder de Gerdesiaweg. Het station ligt aan de metrolijnen A, B en C en werd geopend op 10 mei 1982, toen de tweede lijn van de Rotterdamse metro in gebruik werd genomen.
Van de ondergrondse zijperrons van het station gaan een trap en een lift rechtstreeks naar het straatniveau. Slechts de ingang voor de metro naar de oostzijde van Rotterdam is voorzien van een roltrap, gaat men van hier naar het stadscentrum zal men het zonder roltrap moeten stellen. Afhankelijk van de richting waarin men wil reizen, moet buiten dus al de juiste ingang gekozen worden.
De beide toegangen bevinden zich op een onbebouwd terrein langs de Gerdesiaweg, die ten tijde van de aanleg van de metro nog grotendeels een kale vlakte was. Een vijf meter hoog stalen sculptuur achter en voor de ingang helpt bij de oriëntatie. Bij raadsbesluit van 16 juni 1950 werd deze straat vernoemd naar de voormalige buitenplaats Gerdesia (voorheen Devonia) aan de Oudedijk.
Op perron 1 van het station bevindt zich een RET-kantoortje van waaruit men uitzicht over het hele station heeft. Na de invoering van de OV-chipkaart is dit kantoortje verplaatst tot naast de automaat om de klanten die moeite hebben met deze automaat beter van dienst te kunnen zijn. Het oude kantoortje staat leeg. 
In het station bevinden zich grote portretten gemaakt door Zia Smets, genaamd "Illusionary Closeness". Vlak bij de uitgang van het station staat een korte toelichting op de portretten. Het werk gaat over de afstand die reizigers tot elkaar voelen en stelt deze ter discussie. "Terwijl je naar je metro wandelt kom je misschien mensen tegen van je buurt die je vaak groet, maar je weet niet echt wie ze zijn. Deze portretten zijn mensen die ook deze metrohalte nemen", aldus de kunstenares.

## Gebeurtenissen
- Op 19 april 2012 heeft de politie 25-jarige man aangehouden, nadat hij een RET-medewerker heeft mishandeld, nadat deze hem aansprak op zwartrijden. Twee andere daders zijn ontkomen.[3]

Binnenhof · Romeynshof · Graskruid · Alexander  · Oosterflank · Prinsenlaan · Schenkel · Capelsebrug · Kralingse Zoom · Voorschoterlaan · Gerdesiaweg · Oostplein · Blaak  · Beurs · Eendrachtsplein · Dijkzigt · Coolhaven · Delfshaven · Marconiplein · Schiedam Centrum  · Schiedam Nieuwland · Vlaardingen Oost · Vlaardingen Centrum · Vlaardingen West
Nesselande · De Tochten · Ambachtsland · Nieuw Verlaat · Hesseplaats · Graskruid · Alexander  · Oosterflank · Prinsenlaan · Schenkel · Capelsebrug · Kralingse Zoom · Voorschoterlaan · Gerdesiaweg · Oostplein · Blaak  · Beurs · Eendrachtsplein · Dijkzigt · Coolhaven · Delfshaven · Marconiplein · Schiedam Centrum  · Schiedam Nieuwland · Vlaardingen Oost · Vlaardingen Centrum · Vlaardingen West · Maassluis Centrum · Maassluis West · Steendijkpolder · Hoek van Holland Haven · Hoek van Holland Strand
De Terp · Capelle Centrum · Slotlaan · Capelsebrug · Kralingse Zoom · Voorschoterlaan · Gerdesiaweg · Oostplein · Blaak  · Beurs · Eendrachtsplein · Dijkzigt · Coolhaven · Delfshaven · Marconiplein · Schiedam Centrum  · Parkweg · Troelstralaan · Vijfsluizen · Pernis · Tussenwater · Hoogvliet · Zalmplaat · Spijkenisse Centrum · Heemraadlaan · De Akkers